# کاتسورایاما نوبوسادا
کاتسورایاما نوبوسادا (به ژاپنی: 葛山信貞) (زمان حیات ۱۶۸۲–۱۵۵۲ میلادی) یک سامورایی از دوره سنگوکو تا دوره آزوچی-مومویاما، ششمین پسر تاکدا شینگن از همسر غیراصلی اش آبوراکاوا فوجین بود.